# Markus Weissenberger
Pour les articles homonymes, voir Weissenberger.
Markus Weissenberger né le 8 mars 1975 à Lauterach, est un footballeur autrichien évoluant au poste de milieu de terrain. International autrichien.

## Carrière
- 1995-1999 :  LASK Linz (Bundesliga)
- 1999-2001 :  Arminia Bielefeld (Bundesliga 1)
- 2001-2004 :  TSV Munich 1860 (Bundesliga 1)
- 2004-2008 :  Eintracht Francfort (Bundesliga 1)
- 2008- :  LASK Linz (Bundesliga)